# Душан Зеленбаба
Душан Зеленбаба (Книн, 1952) је бивши српски политичар који је био активан пред избијање рата у Хрватској. Био је члан главног и извршног одбора Српске демократске странке у Хрватској.

## Биографија
Медицински факултет завршио је на Свеучилишту у Ријеци где је специјализовао радиологију.
Пред почетак рата у Хрватској, био је анестезиолог у книнској болници, потпредседник Српске демократске странке за Книн и члан Српског националног вијећа. Био је један од српских посланика у првом сазиву Хрватског сабора (тада Сабор СР Хрватске). Напустио је Српску демократску странку септембра 1990. године и прешао у Српски покрет обнове Вука Драшковића. Поново је приступио Српској демократској странци у пролеће 1991. године. Са кумом Јованом Опачићем, професором Петром Штиковцем и људима из Дрвара, формирао је регионални одбор Српске демократске странке за Босанску Крајину.
Један је од оснивача прве невладине организације Срба у Хрватској Српског демократског форума, 8. децембра 1991. године у Липику. Зеленбаба је 1992. дао оставку у книнској болници и преселио се у Нови Сад.
Кратко се појавио у Би-Би-Си документарцу „Смрт Југославије”.
Данас живи и ради у Канади.